# Ptychodon schuppi
Ptychodon schuppi é uma espécie de gastrópode  da família Charopidae.
É endémica do Brasil.